# Millarca Valenzuela
Edith Millarca Valenzuela Picón (Antofagasta, 9 de enero de 1977) es una geóloga chilena, experta en meteoritos. Es especialista en meteoritos y profesora asociada del Departamento de Ciencias Geológicas de la Universidad Católica del Norte.

## Biografía
Millarca Valenzuela se tituló de geóloga (2004) de la Universidad de Chile y es doctora en ciencias, mención geología (2011) con la tesis "Atacama Desert ordinary chondrites", en la misma universidad. 
En 2008 se ganó la beca L’Oréal-UNESCO “For Women in Science”, apoyada por CONICYT. Luego, participó en la creación del primer sistema nacional de seguimiento y observación de meteoros que detecta los meteoritos que caen en el desierto de Atacama, llamado CHACANA (Chilean Allsky Camera Network for Astro-Geosciences).
En 2009 Valenzuela fue elegida dentro de la red de líderes jóvenes por ser la única persona en Chile dedicada a la investigación de meteoritos.
El asteroide 11819 fue bautizado como Millarca y fue el primero en recibir el nombre de una geóloga chilena, en homenaje a las contribuciones de sus estudios en el área de los meteoritos.
Estudia meteoritos hace más de 15 años, en el Desierto de Atacama, Chile, donde ha encontrado más de 500 ejemplares, distribuidas actualmente en colecciones de Centre de Recherche et d'enseignement multidisciplinaire international, (CEREGE) en Francia; y en el nuevo repositorio de meteoritos del Centro de Astro-Ingeniería de la Universidad Católica.
Su investigación se centra en la formación planetaria a través del estudio de los meteoritos, que incluyen la exploración y caracterización de estructuras de impactos en Chile y el desarrollo de la primera red chilena de cámaras de monitoreo de Fireballs y recuperación de meteoritos.
Es especialista en meteoritos y profesora asociada del Departamento de Ciencias Geológicas de la Universidad Católica del Norte, además es investigadora asociada del Centro de Excelencia de Astrofísica y Técnicas Afines, CATA.
Actualmente es Presidenta de la Sociedad Geológica de Chile.